# The Acid
The Acid é uma banda de música eletrônica formada pelo DJ e produtor musical britânico Adam Freeland; o produtor, compositor e professor de tecnologia musical Steve Nalepa; o cantor e compositor Jens Kuross e o australiano Ry X.
No dia 14 de abril de 2013, o grupo lançou seu EP de estreia e um vídeo para a música "Basic Instinct". Em 7 de julho, a banda lançou seu álbum de estreia, Liminal, através das gravadoras Mute e Infectious Music. Em 2017, o grupo lançou a trilha sonora para o filme The Bomb em vinil.